# Gualtiero Corradi

Stemma primitivo della famiglia Corradi-Gonzaga sino al 1328

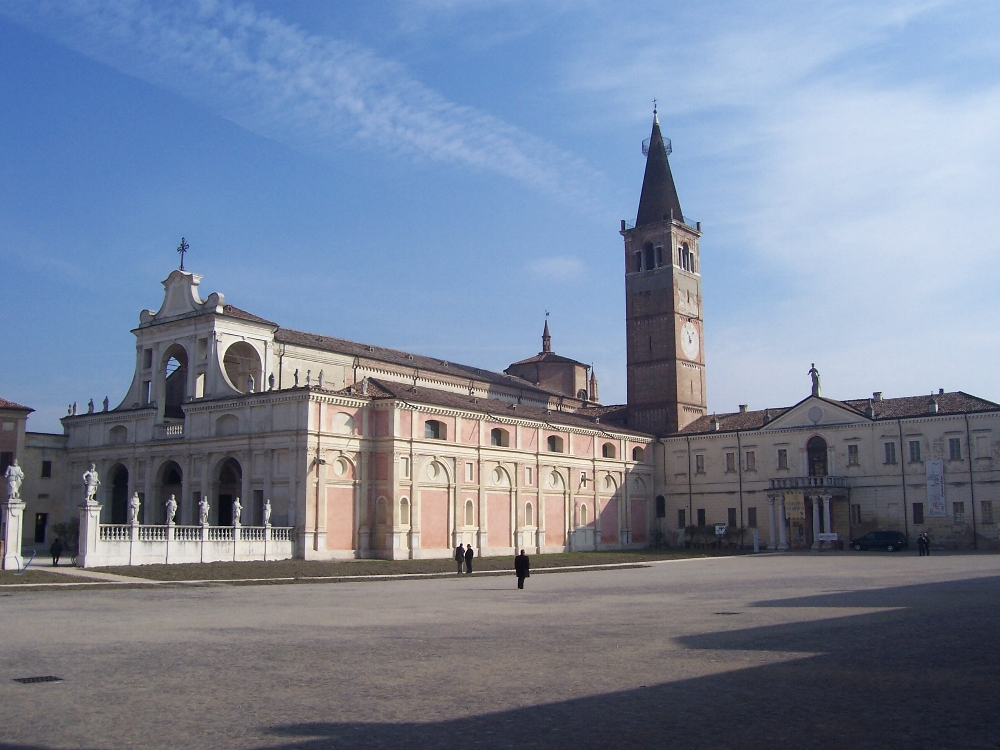
Abbazia di San Benedetto in Polirone

Gualtiero Corradi, o Corradi da Gonzaga (Gonzaga, 1170 circa – 1250 circa), è stato un politico italiano. Fu il primo esponente della famiglia Corradi-Gonzaga per il quale è possibile, tramite documenti di archivio, tracciare una breve biografia.

## Biografia
Fu il figlio di Corrado Corradi, a sua volta figlio di Filippo e capostipite della famiglia Corradi-Gonzaga (al potere in Mantova dal 1328 al 1707).
Acquisì al tempo numerose proprietà terriere e immobiliari, contribuendo così all'ascesa economica dei Gonzaga: Mantova, Revere, Marmirolo (confiscata nel 1263 dai Casalodi, avversari dei Gonzaga e i seguito restituita), San Benedetto Po,  Palidano, Bondeno di Roncore e Bondeno d'Arduino.
Gualtiero, di parte guelfa, ricevette importanti donazioni dai monaci dell'abbazia di San Benedetto Po e per questo si inimicò l'imperatore Federico II di Svevia, che nel 1220 annullò le donazioni. Nel 1221 il Corradi, dopo avere testato, partì per le Crociate, ritornando quattro anni dopo per partecipare alla vita politica di Mantova.
Gualtiero morì nel 1250 circa e i tre figli maschi ricoprirono importanti incarichi nel libero comune di Mantova.

## Discendenza
Gualtiero sposò Todeschina, dalla quale ebbe sette figli:
- Guglielmo (?-post 1269)
- Petrina (1207-?)
- Corrado (Corradino) (?-1302 ca.)
- Adia
- Ziliolo (1222-?)
- Ongarina
- Mabilia

## Genealogia essenziale
- Filippo Corradi
  - Corrado
    - Gualtiero
      - Guglielmo
      - Petrina
      - Corrado
      - Adia
      - Ziliolo (1222-?)
        - Nascimbene
          - Ziliolo 
            - Francesco
            - Nascimbene
            - Galeotto (?-1446)

          - Ziliola

        - Pietro

      - Ongarina
      - Mabilia